# 62 Leonis
62 Leonis (o p3 Leo) è una stella gigante arancione di magnitudine 5,95 situata nella costellazione del Leone.
Come suggerisce il nome stesso, fa parte di un asterismo composto da 5 stelle, le quali altre componenti sono HD 94402, 61 Leonis, 64 Leonis e 65 Leonis, rispettivamente denominate anche come p1 Leo, p2 Leo, p4 Leo, p5 Leo, che si trovano nel raggio di circa 2° di declinazione, e formano fra di loro un poligono, visibile in direzione della più brillante θ Leonis.
Dista circa 557 anni luce dal sistema solare.

## Osservazione
Si tratta di una stella situata a ridosso dell'equatore celeste; ciò comporta che possa essere osservata da tutte le regioni abitate della Terra senza alcuna difficoltà e che sia invisibile soltanto nelle aree più interne del continente antartico. Nell'emisfero nord invece appare circumpolare solo molto oltre il circolo polare artico. La sua magnitudine pari a 5,95 la pone al limite della visibilità ad occhio nudo, pertanto per essere osservata senza l'ausilio di strumenti occorre un cielo limpido e possibilmente senza Luna.
Il periodo migliore per la sua osservazione nel cielo serale ricade nei mesi compresi fra dicembre e aprile; da entrambi gli emisferi il periodo di visibilità rimane indicativamente lo stesso, grazie alla posizione della stella non lontana dall'equatore celeste.

## Caratteristiche fisiche
La stella è una gigante arancione; possiede una magnitudine assoluta di -0,21 e la sua velocità radiale negativa indica che la stella si sta avvicinando al sistema solare.

## Occultazioni
Essendo non molto lontano dall'eclittica, tale stella è soggetta spesso ad occultazioni da parte della Luna e più raramente da parte di altri pianeti.